# Alte Markt (Magdeburg)

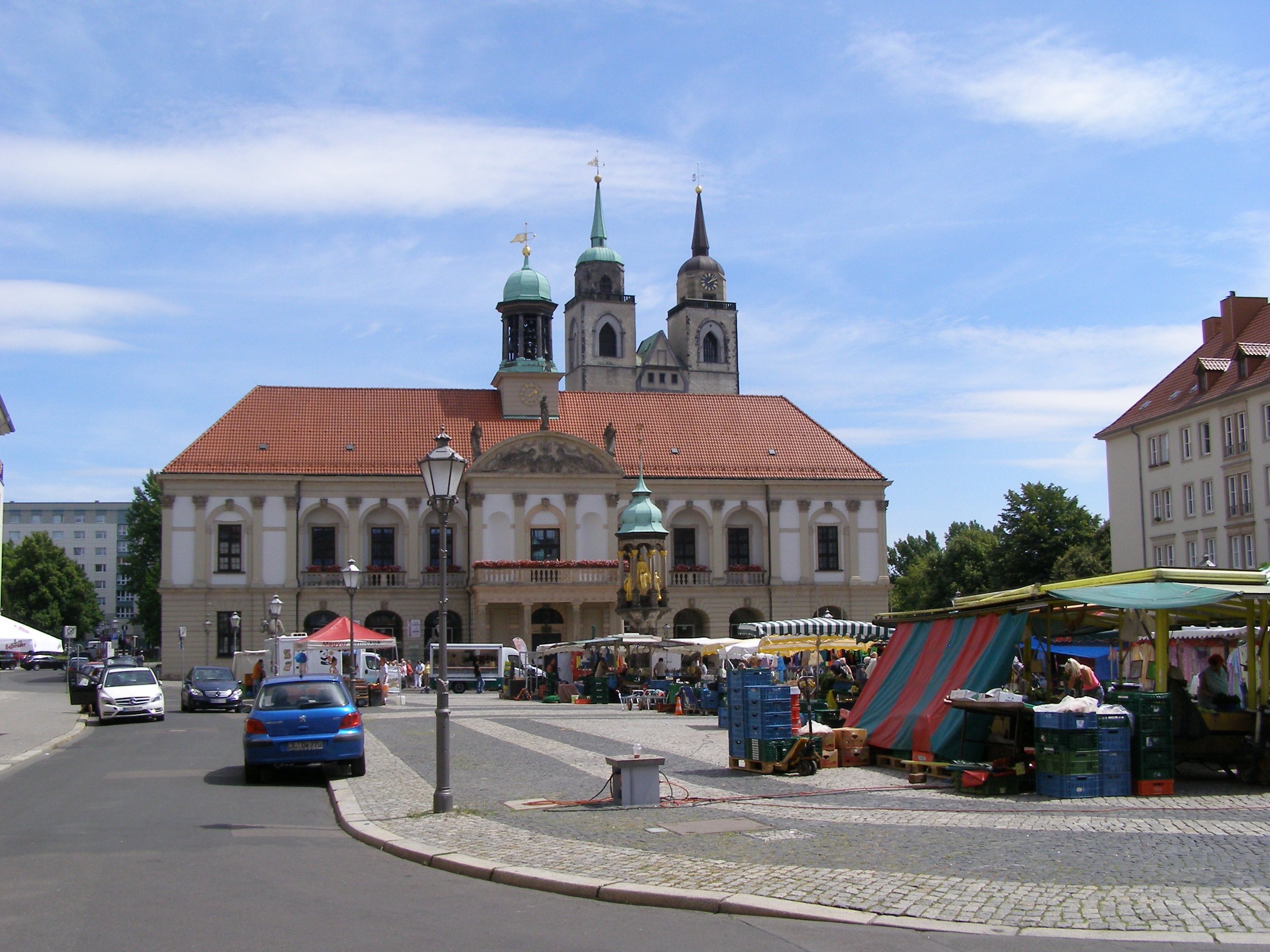
Alte Markt in 2014

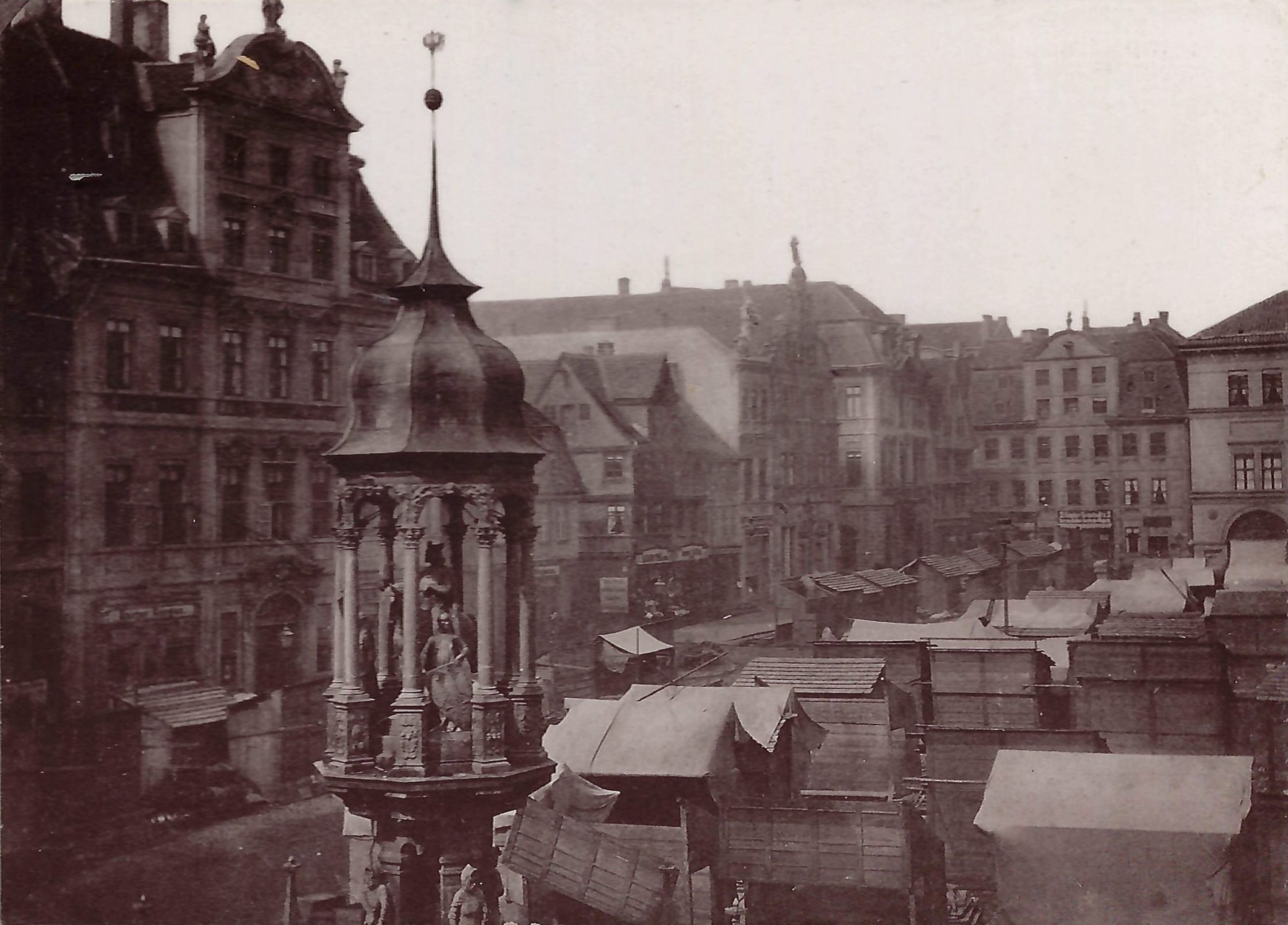
Alte Markt in 1873

De Alte Markt is een plein in de Duitse stad Maagdenburg.
De vorm van de markt gold sinds de 12de eeuw al als voorbeeld voor de oprichting van andere markten naar Maagdenburgs recht. De benaming alt (oud) werd gebruikt om deze te onderscheiden van de Neue Markt, de huidige Domplatz, en is sinds het einde van de 13de eeuw in voege. Zowel tijdens de Dertigjarige Oorlog (1631) als tijdens de Tweede Wereldoorlog (1945) werd de markt grotendeels verwoest, maar ook telkens heropgebouwd, al werden niet alle monumentale gebouwen herbouwd. 
Het Rathaus werd tussen 1691 en 1698 gebouwd en is één van de bekendste gebouwen van het plein. 